# Elizabeth Henrietta Macquarie

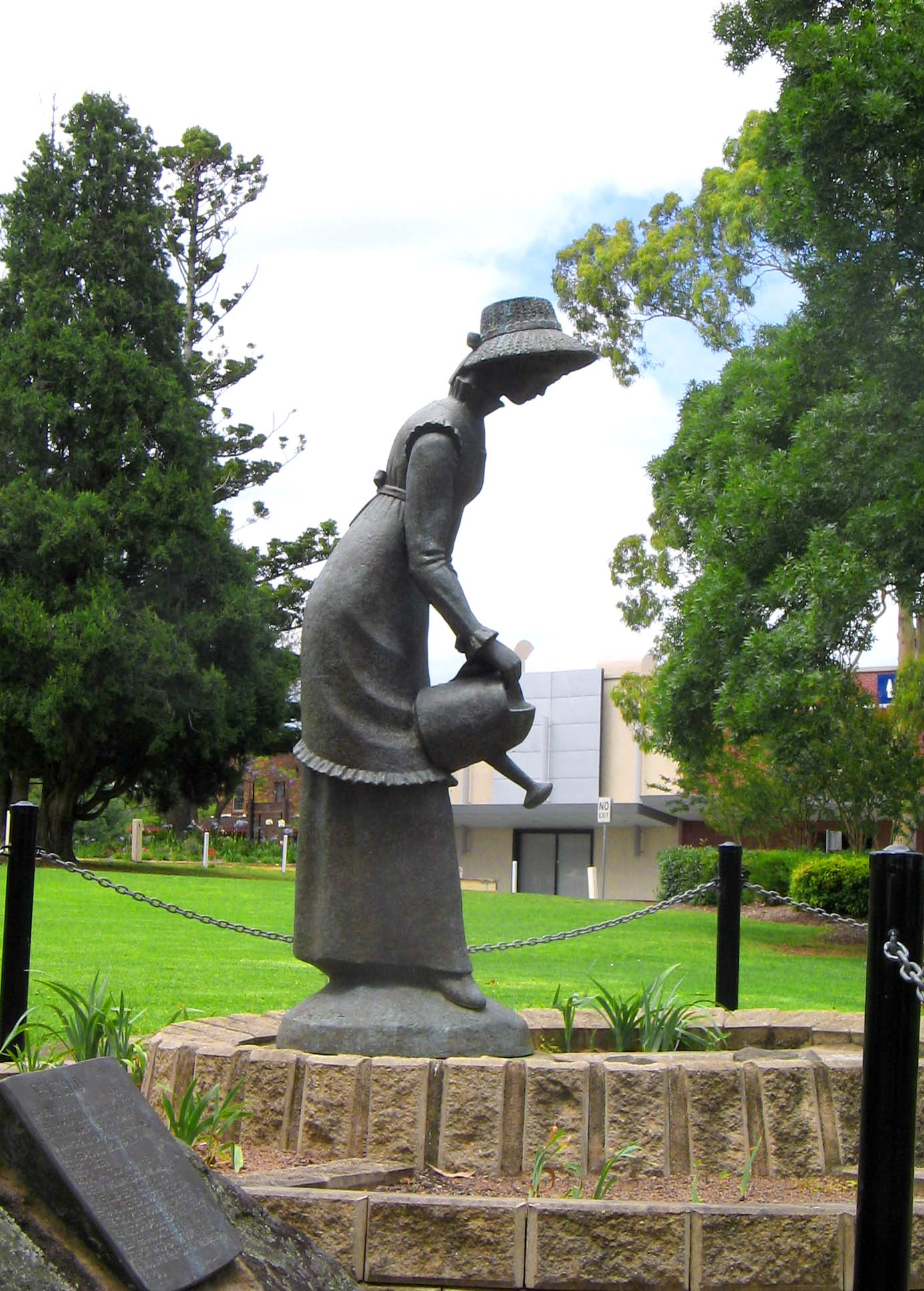
Staty av Elizabeth Macquarie i Mawson Park i Campbellstown i New South Wales

Elizabeth Henrietta Macquarie, född 1778, död 1835, var en australiensisk guvernörsfru, gift med Lachlan Macquarie, guvernör i New South Wales 1809-1820. 
Elizabeth Henrietta Macquarie var dotter till John Campbell of Airds, en medlem av den skotska adeln. Hon gifte sig 1807 med sin kusin Lachlan Macquarie, och följde honom 1809 till Australien, där han hade blivit utnämnd till guvernör. Under sin tid i guvernörshuset Government House var hon tvungen att balansera mellan de olika politiska fraktionerna under en kritisk period i Australiens historia, och oppositionen mot makens politik. Hon beskrivs som intelligent och driftig, och intresserade sig för trädgårdskonst och jordbruk. Hon engagerade sig för kvinnors och aboriginers rättigheter, och införde hattmakeriet i kolonin. Hon planlade den väg som lade runt Government Domain, och som fick sitt namn efter henne. Hon följde maken på flera resor, så som Van Diemen's Land 1811, Blue Mountains 1815 och Hunter River 1818. Paret lämnade Australien 1822 och bosatte sig då i Skottland. 